# Big Dipper (Pleasure Beach Blackpool)
Big Dipper is een houten achtbaan in het Engelse pretpark Pleasure Beach Blackpool. De achtbaan werd voor het eerst gebouwd in 1923 door John Miller. In 1936 breidde Charlie Paige en Joe Emberton de achtbaan uit, door er een extra boog en drops aan toe te voegen.
Big Dipper heeft 2 treinen, beide hebben drie wagons met ieder vier tweepersoonsbankjes Het parcours heeft een out-and-backmodel.
In augustus 1998 vestigde Richard Rodriguez een wereldrecord door meer dan 1000 uur in de Big Dipper te rijden. Er is een plaquette ter herdenking aan deze gebeurtenis in het station van de achtbaan. Hij keerde terug in juni 2000 om zijn record te verbreken, 2000 uur rijden in de achtbaan.

## Ongeval
Op 11 augustus 2009 botsten twee wagentjes - in totaal 32 inzittenden - in de achtbaan op elkaar. 30 mensen raakten gewond. De gewonden kwamen op zes meter hoogte vast te zitten en moesten door de brandweer uit de Big Dipper worden gered. Ruim twintig gewonden zijn naar het ziekenhuis afgevoerd met onder meer gebroken botten, snijwonden en kneuzingen.